# Valladolid (Zamora Chinchipe)
Valladolid ist eine Ortschaft und eine Parroquia rural („ländliches Kirchspiel“) im Kanton Palanda der ecuadorianischen Provinz Zamora Chinchipe. Die Parroquia besitzt eine Fläche von 529,37 km². Die Einwohnerzahl lag im Jahr 2010 bei 1231, im Jahr 2020 schätzungsweise bei 1490. Im gleichnamigen Hauptort leben etwa 520 Menschen. Am 11. Februar 1963 wurde Valladolid zu einer Parroquia erhoben.

## Lage
Die Parroquia Valladolid liegt an der Ostflanke der Cordillera Real im Süden von Ecuador. Der Hauptort Valladolid liegt auf einer Höhe von 1580 m, 11 km nördlich des Kantonshauptortes Palanda am westlichen Flussufer des Río Valladolid, ein linker Nebenfluss des Río Palanda. Die Fernstraße E682 von Palandanach Vilcabamba und weiter nach Loja führt an Valladolid vorbei. Im Westen wird die Parroquia von einem in Nord-Süd-Richtung verlaufenden Bergkamm begrenzt, der entlang der kontinentalen Wasserscheide verläuft. Dieser erreicht im äußersten Nordwesten im Rabadilla de Vaca eine Höhe von 3773 m. Im Osten wird die Parroquia vom Oberlauf des nach Süden fließenden Río Numbala begrenzt. Das Quellgebiet des Río Numbala liegt im äußersten Norden der Parroquia.
Die Parroquia Valladolid grenzt im äußersten Norden an Zamora, im Osten an die Parroquia El Porvenir del Carmen, im Süden an die Parroquia Palanda sowie im Westen und im Nordwesten an die Provinz Loja mit den Kantonen Espíndola und Loja.

## Ökologie
Der Nordwesten des Kantons liegt innerhalb des Nationalparks Podocarpus. Teile der Parroquia im Südwesten gehören zum Nationalpark Yacurí.